# Ralph Kretschmar

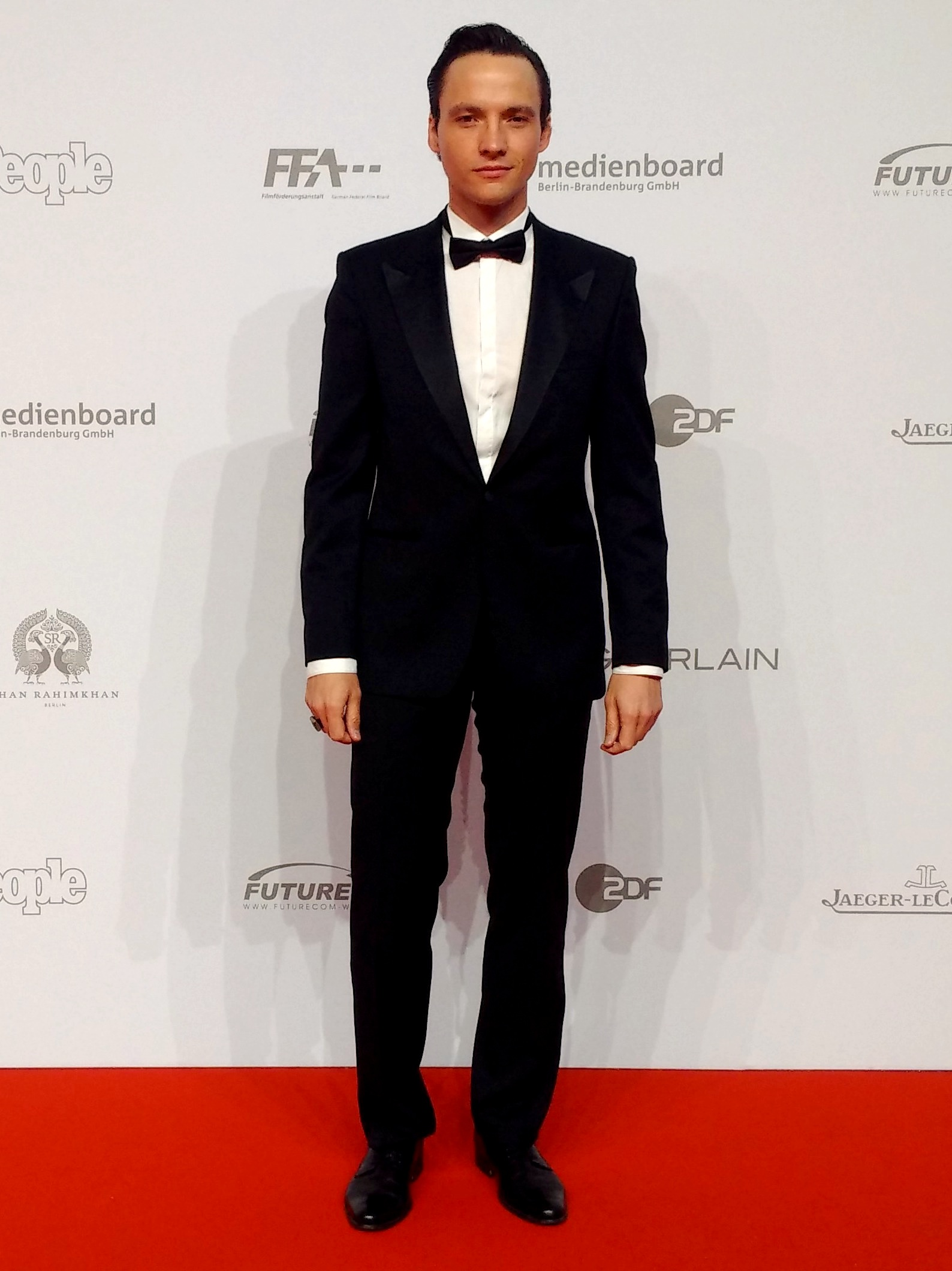
Ralph Kretschmar, 2015

Ralph Kretschmar (* 10. Februar 1980 in Berlin-Friedrichshain) ist ein deutscher Künstler, Schauspieler und Musiker.

## Leben
Ralph Kretschmar wuchs in der DDR in Berlin-Prenzlauer Berg auf, einem Rückzugsort für Punks, Künstler und Oppositionelle des DDR-Regimes. Er begann sich bereits in früher Kindheit mit Kunst, Politik und Malerei auseinanderzusetzen und war als Leistungsschwimmer aktiv. Er besuchte die Elitesportschule Pierre de Coubertin (jetzt SLZB) in Berlin, an der er 1999 das Abitur ablegte. Danach absolvierte er den Wehrdienst der Bundeswehr und studierte von 2000 bis 2004 Darstellende Kunst an der Fritz-Kirchhoff-Schule in Berlin. Er spielte unter anderem den Ferdinand in Friedrich Schillers Kabale und Liebe.
Größerem Publikum wurde Kretschmar im Jahr 2005 in der Rolle des Heiko Berger in der ersten deutschen Telenovela Bianca – Wege zum Glück mit Tanja Wedhorn als dessen große Serienschwester, und in der ZDF-Krimiserie Küstenwache als Computertechniker Nils Krüger bekannt, den er bis 2015 mit Unterbrechungen in 72 Folgen darstellte. Für den Zeichentrickfilm Felix – Ein Hase auf Weltreise sprach und sang er 2005 die Rolle der Kakerlaken.
Kretschmar, auch als Komponist und Songwriter tätig, schrieb 2008 neben Künstlern wie u. a. Gentleman und den Beatsteaks zwei Songs für den Soundtrack des Kinofilms Hangtime – Kein leichtes Spiel (2009). Es folgten Hauptrollen in Kinofilmen wie Little Paris (2008) und dem von Sönke Wortmann produzierten Basketball-Drama Hangtime – Kein leichtes Spiel (2009). 2014 agierte er neben Catherine Bode als junger Tour-Guide Andri in dem ZDF-Herzkinofilm Ein Sommer in Island in der Hauptrolle.  Als Sohn von Ulrich Tukur war er 2017 in dem Krimi Die Lebenden und die Toten, einer Adaption von Nele Neuhaus’ gleichnamigen Roman, zu sehen. Isabel Kleefeld besetzte ihn 2017 in dem historischen Filmdrama Aufbruch in die Freiheit, der im Oktober 2018 erstmals im ZDF ausgestrahlt wurde. Dies war Kretschmars letzte Rolle als Schauspieler.
Nachdem sich Kretschmar zuvor bereits jahrelang parallel der Malerei gewidmet hatte, entschied er sich mit dem Schauspiel aufzuhören und für einen beruflichen Weg in der Bildenden Kunst. 2018 veröffentlichte er unter dem Titel Der Junge hinter der Wand seine ersten Werke in Berlin.
Ralph Kretschmar wurde 2020 Teil des renommierten Künstlerhauses „August House“ im alten, historischen Zentrum Johannesburgs (Südafrika). Ralph Kretschmar lebt und arbeitet in Johannesburg.

## Filmografie

### Filme
- 2000: Zwei vom Blitz getroffen
- 2003: Mama macht’s möglich
- 2004: Verführung in 6 Gängen
- 2004: Fliehendes Land (Kino)
- 2005: Die Patriarchin (Dreiteiler)
- 2005: Felix – Ein Hase auf Weltreise (Sprecher und Gesang der Kakerlaken)
- 2005: The Ballad Battle (Kurzfilm)
- 2006: Ludgers Fall
- 2008: Little Paris (Kino)
- 2008: Der Baader Meinhof Komplex (Kino)
- 2009: Hangtime – Kein leichtes Spiel (Kino)
- 2010: Kalte Karibik (Kino)
- 2011: You Got Served: Beat The World (US-Kino)
- 2011: Gegen Morgen (Kino)
- 2011: Schreie der Vergessenen
- 2012: Die Mongolettes – Wir wollen rocken!
- 2013: Hello My Name Is Facebook (Kurzfilm)
- 2014: Ein Sommer in Island
- 2014: Forcing Function (Kurzfilm)
- 2015: Homesick (Kino)
- 2018: Aufbruch in die Freiheit

### Fernsehserien und -reihen
- 2002: Gute Zeiten, schlechte Zeiten (3 Folgen)
- 2002: Sternenfänger (2 Folgen)
- 2003: Berlin, Berlin (Folge Generationen)
- 2004, 2005: Sabine! (3 Folgen)
- 2004: Einmal Bulle, immer Bulle (Folge Die Stimme des Mörders)
- 2005: Bianca – Wege zum Glück (159 Folgen)
- 2005–2008, 2011, 2013, 2015: Küstenwache (72 Folgen)
- 2005: SOKO Donau (Folge Mörderische Hitze)
- 2005: Frech wie Janine (Folge Der Autokauf)
- 2007: Endlich Samstag! (Folge Der geklaute Song)
- 2008: Der Landarzt (Folge Gute Geschäfte)
- 2009: SOKO Köln (Folge Nicht von schlechten Eltern)
- 2011, 2012: Notruf Hafenkante (verschiedene Rollen, 2 Folgen)
- 2011: Doctor’s Diary (Folge Skandal! Hochzeitsnacht zu dritt)
- 2011: Da kommt Kalle (Folge Echte Freunde)
- 2011: Ein Fall für zwei (Folge Der Fall Matula)
- 2012: SOKO Wismar (Folge Die Brautentführung)
- 2013: Tatort: Schwarzer Afghane
- 2013: Letzte Spur Berlin (Folge Ungeliebt)
- 2013: Kripo Holstein – Mord und Meer (Folge Bitteres Erwachen)
- 2013: Alles Klara (Folge Pizza Mortale)
- 2013: Akte Ex (Folge Kleinvieh macht auch Mist)
- 2014: In aller Freundschaft (Folge Wo Rauch ist...)
- 2015: Heldt (Folge Alles hat ein Ende …)
- 2016: SOKO Stuttgart (Folge Major Mimis Ende)
- 2016: Ein Fall von Liebe (5 Folgen)
- 2017: Das Traumschiff: Kuba
- 2017: Die Lebenden und die Toten – Ein Taunuskrimi (Fernsehreihe)
- 2017: WaPo Bodensee (Folge Wer wagt, verliert)
- 2018: You Are Wanted (2 Folgen)